# Dyscritothamnus
Dyscritothamnus là một chi thực vật có hoa trong họ Cúc (Asteraceae).

## Loài
Chi Dyscritothamnus gồm các loài: